# Salix atroelaeagnos
Salix atroelaeagnos är en videväxtart som beskrevs av L. Serra och M.B. Crespo. Salix atroelaeagnos ingår i släktet viden, och familjen videväxter. Inga underarter finns listade i Catalogue of Life.